# Episodi di Robin Hood (serie televisiva 1984) (seconda stagione)
La seconda stagione della serie televisiva Robin Hood è stata trasmessa nel Regno Unito dal 9 marzo al 13 aprile 1985 su ITV.
| nº | Titolo originale              | Titolo italiano | Prima TV UK    | Prima TV Italia |
| -- | ----------------------------- | --------------- | -------------- | --------------- |
| 1  | The Prophecy                  |                 | 9 marzo 1985   |                 |
| 2  | The Children of Israel        |                 | 16 marzo 1985  |                 |
| 3  | Lord of the Trees             |                 | 23 marzo 1985  |                 |
| 4  | The Enchantment               |                 | 30 marzo 1985  |                 |
| 5  | The Swords of Wayland: Part 1 |                 | 6 aprile 1985  |                 |
| 6  | The Swords of Wayland: Part 2 |                 | 6 aprile 1985  |                 |
| 7  | The Greatest Enemy            |                 | 13 aprile 1985 |                 |